# 楠高治
楠 高治（くすのき たかはる、1936年10月29日 - 2014年12月10日）は、日本の漫画家。東京都出身。本名：楠 高治（くすのきたかじ）。

## 略歴
- 1955年、描き下ろし単行本『村のかじやさん』（きんらん社）でデビュー。その後、桑田次郎のアシスタントとなる。その中で、アニメ版『8マン』の原画制作も担当した。その後、1966年に制作されたヒット作品、『遊星仮面』の漫画版を担当する。
- 渡米の後、1980年から学習漫画を多く手掛けるようになり、学研のひみつシリーズや「学研の科学」における付録のイラストなども担当するようになった。
- 2014年12月10日、死去[1]。78歳没。

## 作品リスト
- 村のかじやさん（1955年）
- 虹のステージ（1955年）
- 残月まぼろし城（1957年）
- 爆風に涙切る（1957年）
- 紅の零戦隊（1957年）
- 涙の友情（1958年）
- 世界大戦（1958年）
- 黒い花（1959年）
- グリーン・オルゴール（1959年）
- はじき野郎（1959年）
- 悪魔のような少年（少年クラブ 1959年夏の臨時増刊）
- 月光仮面（原作：川内康範、少年クラブ 1960年1月号付録 - 1961年10月号、夏休み増刊号）
- きえた銃声（少年クラブ 1960年2月号）
- 白バイボーイ（原作：久米みのる、たのしい二年生 1960年8月号 - 1961年3月号、たのしい三年生 1961年4月号 - 1962年3月号）
- 悪魔のようなあいつ（少年クラブ 1960年春増刊号）
- 電光人間（原作：久米みのる、少年クラブ 1960年6月号 - 10月号付録）
- 旋風児ジロー（少年クラブ 1961年3月号）
- スピードボーイ（原作：神之峰城、たのしい二年生 1961年4月号 - 8月号）
- 恐怖のミイラ（原作：高垣眸、少年クラブ 1961年9月号 - 12月号付録）
- アトミック・ゴロー（ぼくら 1963年）
- 8マン 最終回（週刊少年マガジン 1965年3月10日号（13号））
- ミュータント島（原作：宮崎惇、ぼくら 1965年）
- 遊星仮面（少年ブック 1966年9月号 - 1967年3月号、小学館ブック 1966年8月号 - 1967年3月号、よいこ 1966年9月号 - 1967年3月号、小学三年生 1966年9月号 - 1967年3月号）
- 自動車のひみつ
- 宇宙開発・スペースシャトルのひみつ
- 病気のひみつ
- 南極・北極のひみつ
- 1年生のりかのひみつ
- 3年生の理科のひみつ
- 4年生の理科のひみつ
- まんが宇宙開発事典
- 恐竜おもしろ図鑑事典
- まんがからだ事典1～3
- 遺跡発掘大昔のなぞびっくり事典
- 歴史おもしろ図鑑事典
- 試験に強くなる漢字熟語事典

## 師匠
- 桑田二郎